# Graphium abri
Graphium abri är en fjärilsart som beskrevs av Smith och Vane-wright 2001. Graphium abri ingår i släktet Graphium och familjen riddarfjärilar. Inga underarter finns listade i Catalogue of Life.